# 내양초등학교
내양초등학교는 대한민국 경기도 구리시 사노동에 있는 공립 초등학교이다.

## 학교 연혁
- 1969년 12월 10일 갈매국민학교 사로분교 인가
- 1972년 3월 1일 내양국민학교 독립 승격. 7학급 개교
- 1972년 3월 1일 초대 이재인 교장 취임
- 1972년 9월 23일 개교식 거행
- 1973년 2월 9일 제1회 졸업식(남 27명, 여 33명 / 계 60명)
- 1985년 3월 8일 병설유치원 개원
- 1996년 3월 1일 내양초등학교로 개칭
- 2006년 2월 15일 내양도서관 개관
- 2009년 9월 1일 제13대 신한권 교장 취임
- 2011년 5월 1일 주차장 준공
- 2012년 2월 15일 제41회 졸업식(졸업생 수 16명 / 누계 1,291명)
- 2013년 9월 1일 제14대 한미숙 교장 취임